# Festival Eurovisão da Canção 2003
O Festival Eurovisão da Canção 2003 (em inglês: Eurovision Song Contest 2003, em francês: Concours Eurovision de la chanson 2003 e em letão: Eirovīzijas dziesmu konkurss 2003) foi o 48º Festival Eurovisão da Canção e foi  realizado pela televisão da Letónia, LTV, no Skonto Hall de Riga, na Letónia a 24 de maio de 2003. Os apresentadores foram Renars Kaupers e Marija Naumova. Participaram 26 países. A vencedora foi Sertab Erener que representou a Turquia com a canção "Everyway That I Can". Neste festival há a destacar a canção da Bélgica "Sanomi", cantada numa língua inventada e o facto de o Reino Unido pela primeira vez ter obtido 0 pontos. Muitos associaram os zero pontos não à qualidade da canção, mas à política: o primeiro-ministro Tony Blair (Reino Unido) apoiou  George W. Bush na invasão do Iraque. Pela primeira vez Portugal enviou uma canção que tinha umas partes finais em inglês. A edição de 2003 foi a última a realizar-se numa única noite. A União Europeia de Radiodifusão (EBU) revelou que adicionaria uma semifinal à competição, a fim de acomodar o crescente número de países interessados que desejavam participar do concurso. O concurso também marcou a primeira vez na história da competição, onde todos os participantes estavam participando pela primeira vez.

## Local

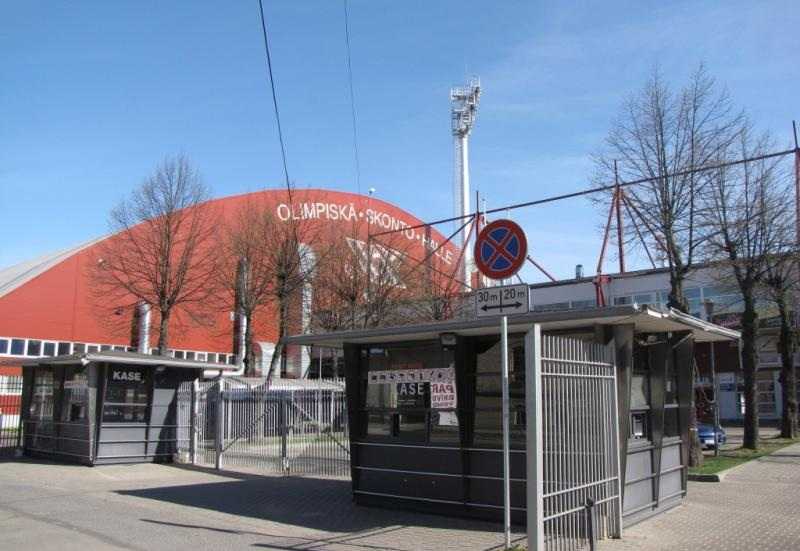
O Skonto Hall, em Riga, na Letónia.

Em 22 de agosto de 2002, o organismo de televisão letão Latvijas Televīzija (LTV) anunciou que tinha escolhido o Skonto Hall, em Riga, como sede do concurso de 2003.

### Seleção da cidade anfitriã
| Cidade    | Local                                         | Capacidade  |
| --------- | --------------------------------------------- | ----------- |
| Jūrmala   | Dzintari Concert Hall                         | 2 024       |
| Riga      | Palco ao Ar Livre de Mežaparks                | ~70 000     |
| Riga      | Skonto Hall                                   | 6500        |
| Riga      | Centro Internacional de Exposições de Ķīpsala | 3 500-6 500 |
| Ventspils | Centro Olímpico de Ventspils                  | 4 500       |

Sendo assim, o Festival Eurovisão da Canção 2003 ocorreu em Riga, na Letónia. Riga é a capital e a maior cidade da Letónia. Está localizada na nordeste da Europa, sendo banhada pelo mar Báltico e situado-se no coração do golfo de Riga, na foz do rio Duína Ocidental. É a mais importante cidade da Letónia, principal centro político, cultural, populacional e económico do país. Segundo dados de 2013, possuí uma população de 643 615 habitantes, ou aproximadamente 1/3 da população letã no mesmo período. É a mais populosa das capitais bálticas, e a segunda maior área metropolitana da região, depois da região metropolitana de Vilnius. Para fins administrativos, Riga é uma cidade independente e está localizada no distrito de Riga. O centro histórico de Riga foi declarado Patrimônio da Humanidade pela UNESCO, e a cidade é particularmente notável por sua arquitetura Art Nouveau (Jugendstil), comparável em importância a Viena, São Petersburgo e Barcelona.
O festival em si realizou-se no Skonto Hall uma arena multiusos usado principalmente para diferentes exposições. O Skonto Hall tem capacidade para 6 500 pessoas.

## Formato
A EBU divulgou as regras para a edição de 2003 em novembro de 2002, que detalhava que 26 países participariam, tornando-se o maior número de participantes a participar do concurso até então. As regras também modificaram os critérios de elegibilidade para inscrições, alterando a data limite de divulgação de canções de 1 de janeiro de 2003 para 1 de outubro de 2002. Houve também uma mudança na regra de desempate, que declararia vencedor o país que tivesse sido votado por maior número de países. O sorteio da ordem de atuação foi feita a 29 de novembro de 2002, em Riga, apresentado por Marie N e Renārs Kaupers.
No dia do concurso, a Rússia era a grande favorita para vencer o concurso, juntamente com a Espanha.
Uma coletânea oficial, com todas as 26 participações do concurso, foi lançada pela primeira vez com o selo EMI/CMC.
O tema foi "Magical Rendez-vous".

### Eurovision Week
Os preparativos completos para o concurso de 2003 começaram a 18 de maio de 2003, no Skonto Hall. Houve ensaios, entrevistas coletivas e participantes também participaram em conversas na internet. Dois ensaios foram realizados no dia 23 de maio, diante de cerca de 12 000 pessoas. Os organizadores do concurso realizaram uma conferência de imprensa. Uma das questões levantadas foi a falta de convites para a pós-festa. O ensaio final foi realizado a 24 de maio, dia do concurso. Também foi realizada uma simulação do processo de votação, na qual os apresentadores se conectaram com todos os 26 países via satélite pela primeira vez.

## Votação
23 dos 26 países usaram o televoto, onde, às 10 canções mais votadas, eram atriuídos 12, 10, 8, 7, 6, 5, 4, 3, 2, 1 ponto, com um júri de salvaguarda, em caso de erros. Um júri nacional era usado em casos de força maior, em que não se pudesse utilizar o televoto. Os outros usaram o júri
A supervisora executiva da EBU foi Sarah Yuen.
Durante a votação, a câmera fez vários close-ups dos artistas. Em particular, Sertab Erener, os Urban Trad e as t.A.T.u. apareceram.

## Participações individuais

Países participantes
Países que participaram antes, mas não em 2003

Durante cerca de 10 meses, todos os países elegeram os seus representantes, assim como as músicas que os mesmos viriam a interpretar em Riga. Para realizar tal selecção, cada país utilizou o seu próprio processo de selecção. Alguns optaram pela selecção interna, que consiste em a televisão organizadora daquele país, é quem faz a escolha; no entanto, por vezes apenas o artista é seleccionado internamente, e a música não. Outros países (a maioria), utiliza um programa de televisão para seleccionar a sua entrada. Quartos de final, semifinais, second-chances e finais, foram realizadas durante 10 meses na maioria dos países europeus, cada um com o seu processo próprio (também a internet foi utilizada na fase de escolhas). No conjunto de artigos em baixo, é possível ler mais ao pormenor o tipo de processo que cada país utilizou, assim como os resultados e reacções.
| País                 | Título original da Canção                | Artista                  | Processo                                                     | Data da Selecção        |
| País                 | Tradução em Português                    | Idiomas de Interpretação | Processo                                                     | Data da Selecção        |
| -------------------- | ---------------------------------------- | ------------------------ | ------------------------------------------------------------ | ----------------------- |
| Alemanha             | "Let's Get Happy"                        | Lou                      | Countdown Grand Prix Eurovision 2003                         | 7 de fevereiro de 2003  |
| Alemanha             | Vamos Ser Felizes                        | Inglês                   | Countdown Grand Prix Eurovision 2003                         | 7 de fevereiro de 2003  |
| Áustria              | "Weil der Mensch zählt"                  | Alf Poier                | song.null.fünf 2003                                          | 14 de março de 2003     |
| Áustria              | O homem é a medida de todas as coisas    | Bávaro meridional        | song.null.fünf 2003                                          | 14 de março de 2003     |
| Bélgica              | "Sanomi"                                 | Urban Trad               | Selecção Interna                                             | -                       |
| Bélgica              | Sanomi                                   | Imaginária               | Selecção Interna                                             | -                       |
| Bósnia e Herzegovina | "Ne Brini"                               | Mija Martina             | BH Eurosong 2003                                             | 1 de março de 2003      |
| Bósnia e Herzegovina | Não Te Preocupes                         | Croata & Inglês          | BH Eurosong 2003                                             | 1 de março de 2003      |
| Chipre               | "Feeling Alive"                          | Stelios Constantas       | Seleção interna                                              | 17 de fevereiro de 2003 |
| Chipre               | Sentindo Vivo                            | Inglês                   | Seleção interna                                              | 17 de fevereiro de 2003 |
| Croácia              | "Više nisam tvoja"                       | Claudia Beni             | Dora 2003                                                    | 9 de março de 2003      |
| Croácia              | Jamais serei tua                         | Croata & Inglês          | Dora 2003                                                    | 9 de março de 2003      |
| Eslovénia            | "Nanana"                                 | Karmen Stavec            | EMA 2003                                                     | 15 de fevereiro de 2003 |
| Eslovénia            | Nanana                                   | Inglês                   | EMA 2003                                                     | 15 de fevereiro de 2003 |
| Espanha              | "Dime"                                   | Beth                     | Operación Triunfo 2003                                       | 17 de fevereiro de 2003 |
| Espanha              | Diz-me                                   | Castelhano               | Operación Triunfo 2003                                       | 17 de fevereiro de 2003 |
| Estónia              | "Eighties Coming Back"                   | Ruffus                   | Eurolaul 2003                                                | 8 de fevereiro de 2003  |
| Estónia              | Os 80's voltaram                         | Inglês                   | Eurolaul 2003                                                | 8 de fevereiro de 2003  |
| França               | "Monts et merveilles"                    | Louisa Baïleche          | Selecção interna                                             | -                       |
| França               | Montes e maravilhas                      | Francês                  | Selecção interna                                             | -                       |
| Grécia               | "Never Let You Go"                       | Mando                    | Ellinikoú Telikoú tis Diagonismós Tragoudioú Eurovision 2003 | 26 de fevereiro de 2003 |
| Grécia               | Nunca deixar-te ir                       | Inglês                   | Ellinikoú Telikoú tis Diagonismós Tragoudioú Eurovision 2003 | 26 de fevereiro de 2003 |
| Irlanda              | "We've Got the World"                    | Mickey Harte             | You're A Star 2003                                           | 9 de março de 2003      |
| Irlanda              | Nós Temos o Mundo                        | Inglês                   | You're A Star 2003                                           | 9 de março de 2003      |
| Islândia             | "Open Your Heart"                        | Birgitta                 | Íslenska Söngvakeppni Sjónvarpsins 2003                      | 15 de Fevereiro de 2003 |
| Islândia             | Abre o teu coração                       | Inglês                   | Íslenska Söngvakeppni Sjónvarpsins 2003                      | 15 de Fevereiro de 2003 |
| Israel               | "Words for Love"                         | Lior Narkis              | Kdam Eurovision 2003                                         | 23 de janeiro de 2003   |
| Israel               | Palavras Para Amor                       | Inglês & Hebraico        | Kdam Eurovision 2003                                         | 23 de janeiro de 2003   |
| Letónia              | "Hello From Mars"                        | F.L.Y.                   | Eirodziesma 2003                                             | 1 de fevereiro de 2003  |
| Letónia              | Olá de Marte                             | Inglês                   | Eirodziesma 2003                                             | 1 de fevereiro de 2003  |
| Malta                | "To Dream Again"                         | Lynn Chircop             | Festival Tal-Kanzunetta Maltija 2003                         | 8 de fevereiro de 2003  |
| Malta                | Sonhar outra vez                         | Inglês                   | Festival Tal-Kanzunetta Maltija 2003                         | 8 de fevereiro de 2003  |
| Noruega              | "I'm Not Afraid To Move On"              | Jostein Hasselgård       | Melodi Grand Prix 2003                                       | 24 de fevereiro de 2003 |
| Noruega              | Não estou com medo de ir                 | Inglês                   | Melodi Grand Prix 2003                                       | 24 de fevereiro de 2003 |
| Países Baixos        | "One More Night"                         | Esther Hart              | Nationaal Songfestival 2003                                  | 1 de março de 2003      |
| Países Baixos        | Mais uma noite                           | Inglês                   | Nationaal Songfestival 2003                                  | 1 de março de 2003      |
| Polónia              | "Keine Grenzen-Żadnych granic"           | Ich Troje                | Piosenka dla Europy 2003                                     | 25 de janeiro de 2003   |
| Polónia              | Sem fronteiras                           | Alemão, Polaco & Russo   | Piosenka dla Europy 2003                                     | 25 de janeiro de 2003   |
| Portugal             | "Deixa-me Sonhar (só mais uma vez)"      | Rita Guerra              | Seleção interna                                              | 2 de março de 2003      |
| Portugal             | Deixa-me Sonhar (só mais uma vez)        | Português & Inglês       | Seleção interna                                              | 2 de março de 2003      |
| Reino Unido          | "Cry Baby"                               | Jemini                   | A song for Europe 2003                                       | 2 de março de 2003      |
| Reino Unido          | Chora bebé                               | Inglês                   | A song for Europe 2003                                       | 2 de março de 2003      |
| Roménia              | "Don't Break My Heart"                   | Nicola                   | Selecţia Naţională 2003                                      | 1 de março de 2003      |
| Roménia              | Não partas o meu coração                 | Inglês                   | Selecţia Naţională 2003                                      | 1 de março de 2003      |
| Rússia               | "Ne Ver', Ne Boysia" (Не верь, не бойся) | t.A.T.u.                 | Seleção interna                                              | 19 de março de 2003     |
| Rússia               | Não acredites, não temas                 | Russo                    | Seleção interna                                              | 19 de março de 2003     |
| Suécia               | "Give Me Your Love"                      | Fame                     | Melodifestivalen 2003                                        | 15 de março de 2003     |
| Suécia               | Dá-me o teu amor                         | Inglês                   | Melodifestivalen 2003                                        | 15 de março de 2003     |
| Turquia              | "Everyway That I Can"                    | Sertab Erener            | Seleção interna                                              | -                       |
| Turquia              | De todas as maneiras que eu possa        | Inglês                   | Seleção interna                                              | -                       |
| Ucrânia              | "Hasta La Vista"                         | Oleksandr Ponomaryov     | Seleção interna                                              | -                       |
| Ucrânia              | Até à vista                              | Inglês                   | Seleção interna                                              | -                       |

## Festival
A abertura da competição começou com um vídeo. A câmera viajou pelo espaço até entrar na Via Láctea e no sistema solar. Então apareceu um planeta de flores, simbolizando a Letónia. O concurso contou com convidados especiais que comunicaram com os anfitriões via satélite: Lys Assia, vencedora de 1956 saudou os anfitriões e espectadores desde Nicósia, Elton John falou com os apresentadores ao vivo do Life Ball, em Viena e um astronauta e um cosmonauta - Ed Lu e Yuri Malenchenko - deram as suas saudações desde a Estação Espacial Internacional.
O palco, projetado por Ozoliņš Aigars foi inspirado no conceito Planeta Letónia, que foi chamado de "mundo da música".
Os apresentadores foram Marie N e Renārs Kaupers, que falaram aos espectadores em inglês e francês.
Os cartões postais, dirigidos por Ugis Brikmanis e contaram com a participação dos artistas que competiram no concurso interagindo com as várias paisagens da Letónia: florestas, rios, lagos e cidades.
Durante o intervalo comercial, dois jornalistas, Ilze Jaunalksne e Dīvs Reiznīeks, falaram da green room. A primeira trocou algumas palavras com a representante islandesa, Birgitta Haukdal e o segundo, com o representante cipriota, Stelios Constantas. A atuação no final do desfile foi uma curta-metragem dirigido por Anna Viduleja que contou com uma sequência de atuações do grupo pós-folclore letão Iļģi, banda de Renārs Kaupers, Brainstorm, Marie N e o pianista Raimonds Pauls.
Uma nova funcionalidade chamada de "Green Room" (sala verde, em português), a sala onde os artistas são posicionados para ver as votações, era visível junto do público para descobrir o fundo do palco antes da votação.
| #   | País                 | Idioma                 | Artista             | Canção                                   | Lugar | Pontuação |
| --- | -------------------- | ---------------------- | ------------------- | ---------------------------------------- | ----- | --------- |
| 1º  | Islândia             | Inglês                 | Birgitta Haukdal    | "Open Your Heart"                        | 8º    | 81        |
| 2º  | Áustria              | Bávaro meridional      | Alf Poier           | "Weil der Mensch zählt"                  | 6º    | 101       |
| 3º  | Irlanda              | Inglês                 | Mickey Harte        | "We've Got the World"                    | 11º   | 53        |
| 4º  | Turquia              | Inglês                 | Sertab Erener       | "Everyway That I Can"                    | 1º    | 167       |
| 5º  | Malta                | Inglês                 | Lynn Chircop        | "To Dream Again"                         | 25º   | 4         |
| 6º  | Bósnia e Herzegovina | Inglês & Croata        | Mija Martina        | "Ne Brini"                               | 16º   | 27        |
| 7º  | Portugal             | Português & Inglês     | Rita Guerra         | "Deixa-me Sonhar (só mais uma vez)"      | 22º   | 13        |
| 8º  | Croácia              | Inglês & Croata        | Claudia Beni        | "Više nisam tvoja"                       | 15º   | 29        |
| 9º  | Chipre               | Inglês                 | Stelios Constantas  | "Feeling Alive"                          | 20º   | 15        |
| 10º | Alemanha             | Inglês                 | Lou                 | "Let's Get Happy"                        | 11º   | 53        |
| 11º | Rússia               | Russo                  | t.A.T.u.            | "Ne Ver', Ne Boysia" (Не верь, не бойся) | 3º    | 164       |
| 12º | Espanha              | Castelhano             | Beth                | "Dime"                                   | 8º    | 81        |
| 13  | Israel               | Inglês & Hebraico      | Lior Narkis         | "Words for Love"                         | 19º   | 17        |
| 14º | Países Baixos        | Inglês                 | Esther Hart         | "One More Night"                         | 13º   | 45        |
| 15º | Reino Unido          | Inglês                 | Jemini              | "Cry Baby"                               | 26º   | 0         |
| 16º | Ucrânia              | Inglês                 | Olexandr Ponomariov | "Hasta la Vista"                         | 14º   | 30        |
| 17º | Grécia               | Inglês                 | Mando               | "Never Let You Go"                       | 17º   | 25        |
| 18º | Noruega              | Inglês                 | Jostein Hasselgård  | "I'm Not Afraid to Move on"              | 4º    | 123       |
| 19º | França               | Francês                | Louisa Baïleche     | "Monts et merveilles"                    | 18º   | 19        |
| 20º | Polónia              | Alemão, Polaco & Russo | Ich Troje           | "Keine Grenzen-Żadnych granic"           | 7º    | 90        |
| 21º | Letónia              | Inglês                 | F.L.Y.              | "Hello from Mars"                        | 24º   | 5         |
| 22º | Bélgica              | Imaginária             | Urban Trad          | "Sanomi"                                 | 2º    | 165       |
| 23º | Estónia              | Inglês                 | Ruffus              | "Eighties Coming Back"                   | 21º   | 14        |
| 24º | Roménia              | Inglês                 | Nicoleta Alexandru  | "Don't Break My Heart"                   | 10º   | 73        |
| 25º | Suécia               | Inglês                 | Fame                | "Give Me Your Love"                      | 5º    | 107       |
| 26º | Eslovénia            | Inglês                 | Karmen Stavec       | "Nanana                                  | 23º   | 7         |

### Resultados
A ordem de votação no Festival Eurovisão da Canção 2003, foi a seguinte:

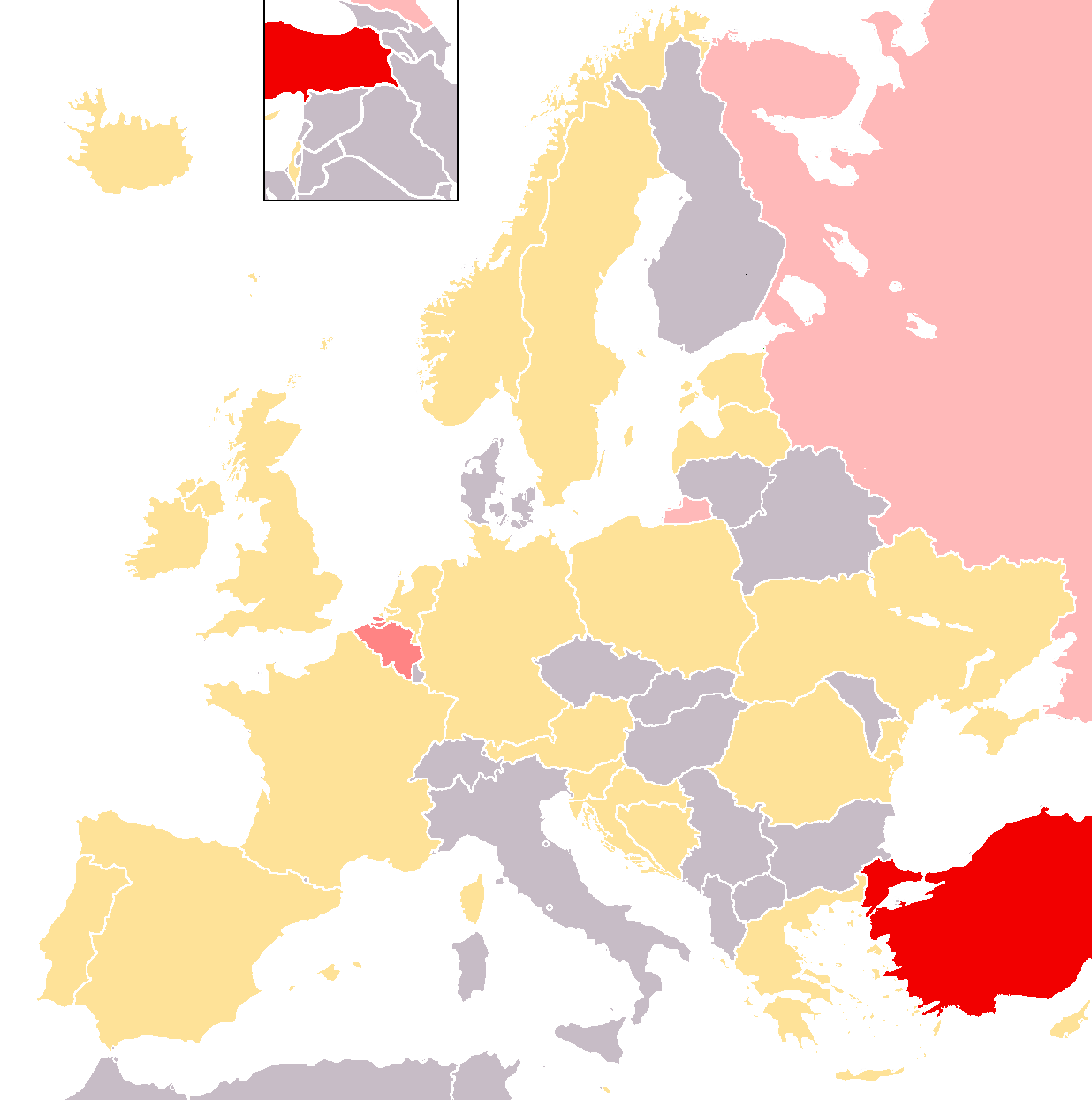
Vencedor
2º classificado
3º classificado

| Países Votantes      | Países Pontuados | Países Pontuados | Países Pontuados     | Países Pontuados | Países Pontuados | Países Pontuados     | Países Pontuados | Países Pontuados | Países Pontuados | Países Pontuados | Países Pontuados | Países Pontuados | Países Pontuados | Países Pontuados | Países Pontuados | Países Pontuados | Países Pontuados | Países Pontuados | Países Pontuados | Países Pontuados | Países Pontuados | Países Pontuados | Países Pontuados | Países Pontuados | Países Pontuados | Países Pontuados |
| -------------------- | ---------------- | ---------------- | -------------------- | ---------------- | ---------------- | -------------------- | ---------------- | ---------------- | ---------------- | ---------------- | ---------------- | ---------------- | ---------------- | ---------------- | ---------------- | ---------------- | ---------------- | ---------------- | ---------------- | ---------------- | ---------------- | ---------------- | ---------------- | ---------------- | ---------------- | ---------------- |
| Países Votantes      | Islândia         | Áustria          | República da Irlanda | Turquia          | Malta            | Bósnia e Herzegovina | Portugal         | Croácia          | Chipre           | Alemanha         | Rússia           | Espanha          | Israel           | Países Baixos    | Reino Unido      | Ucrânia          | Grécia           | Noruega          | França           | Polónia          | Letónia          | Bélgica          | Estónia          | Roménia          | Suécia           | Eslovénia        |
| Islândia             |                  | 10               | 2                    | 3                |                  |                      |                  |                  |                  | 8                | 4                | 6                |                  |                  |                  |                  |                  | 12               |                  |                  |                  | 7                | 1                |                  | 5                |                  |
| Áustria              |                  |                  |                      | 12               |                  | 7                    |                  | 5                |                  | 1                | 8                |                  |                  |                  |                  |                  |                  | 2                |                  | 10               |                  | 4                |                  | 6                | 3                |                  |
| Irlanda              | 7                |                  |                      |                  | 3                |                      | 2                | 6                |                  | 4                |                  |                  |                  | 5                |                  |                  | 1                | 12               |                  |                  |                  | 10               | 8                |                  |                  |                  |
| Turquia              | 8                | 6                | 5                    |                  |                  | 12                   |                  | 3                |                  |                  | 10               | 2                |                  |                  |                  |                  | 4                |                  |                  |                  |                  | 7                |                  | 1                |                  |                  |
| Malta                | 12               |                  | 5                    | 4                |                  |                      |                  |                  | 2                | 3                | 1                |                  |                  | 7                |                  |                  |                  | 6                |                  | 10               |                  |                  |                  |                  | 8                |                  |
| Bósnia e Herzegovina |                  | 5                |                      | 12               |                  |                      |                  | 6                |                  |                  | 3                |                  |                  | 2                |                  |                  |                  |                  | 8                |                  |                  | 10               |                  | 7                | 1                | 4                |
| Portugal             |                  | 10               | 7                    | 8                | 1                |                      |                  |                  |                  |                  | 4                | 12               |                  |                  |                  |                  |                  | 5                | 2                |                  |                  | 6                |                  |                  | 3                |                  |
| Croácia              | 6                | 5                | 4                    | 10               |                  | 8                    |                  |                  |                  |                  | 12               | 7                |                  |                  |                  |                  |                  |                  |                  |                  |                  |                  |                  | 1                | 2                | 3                |
| Chipre               | 5                | 4                | 7                    | 8                |                  |                      |                  |                  |                  |                  | 10               | 6                |                  |                  |                  |                  | 12               |                  |                  |                  |                  | 3                |                  | 2                | 1                |                  |
| Alemanha             | 1                | 2                |                      | 10               |                  |                      |                  |                  |                  |                  | 8                |                  |                  |                  |                  |                  | 5                | 7                |                  | 12               |                  | 6                |                  | 4                | 3                |                  |
| Rússia               |                  |                  |                      |                  |                  |                      |                  |                  |                  | 7                |                  | 6                | 5                | 10               |                  | 8                | 1                | 4                |                  |                  |                  | 3                | 2                | 12               |                  |                  |
| Espanha              |                  | 8                |                      | 3                |                  |                      | 2                |                  |                  | 4                | 6                |                  | 1                |                  |                  |                  |                  |                  |                  | 5                |                  | 12               |                  | 10               | 7                |                  |
| Israel               |                  |                  |                      | 7                |                  |                      |                  |                  | 1                |                  | 10               | 12               |                  | 2                |                  | 4                |                  | 3                |                  |                  |                  | 8                |                  | 6                | 5                |                  |
| Países Baixos        | 6                | 8                |                      | 12               |                  |                      |                  |                  |                  | 2                | 1                | 5                |                  |                  |                  |                  |                  | 7                |                  | 4                |                  | 10               |                  |                  | 3                |                  |
| Reino Unido          |                  | 8                | 12                   | 7                |                  |                      |                  |                  |                  | 4                |                  |                  |                  | 1                |                  |                  |                  | 6                |                  | 2                |                  | 5                | 3                |                  | 10               |                  |
| Ucrânia              | 4                |                  | 1                    | 2                |                  |                      | 3                |                  |                  |                  | 12               |                  |                  |                  |                  |                  |                  | 7                |                  | 8                |                  | 10               |                  | 6                | 5                |                  |
| Grécia               |                  | 2                |                      | 7                |                  |                      |                  | 1                | 12               |                  | 10               | 5                | 3                |                  |                  |                  |                  |                  |                  | 6                |                  | 8                |                  | 4                |                  |                  |
| Noruega              | 12               | 8                | 6                    | 10               |                  |                      |                  |                  |                  |                  | 2                |                  |                  | 5                |                  |                  |                  |                  |                  | 4                |                  | 3                |                  | 1                | 7                |                  |
| França               | 1                |                  |                      | 10               |                  |                      | 6                |                  |                  |                  | 7                |                  | 8                |                  |                  |                  |                  | 3                |                  | 5                |                  | 12               |                  | 4                | 2                |                  |
| Polónia              | 1                |                  |                      | 2                |                  |                      |                  |                  |                  | 5                | 4                |                  |                  |                  |                  | 10               |                  | 6                | 3                |                  |                  | 12               |                  | 8                | 7                |                  |
| Letónia              | 3                | 4                | 1                    |                  |                  |                      |                  |                  |                  | 2                | 12               |                  |                  |                  |                  | 5                |                  | 7                |                  | 8                |                  | 10               |                  |                  | 6                |                  |
| Bélgica              | 3                | 2                | 1                    | 12               |                  |                      |                  |                  |                  |                  | 7                | 10               |                  | 8                |                  |                  |                  | 6                |                  | 5                |                  |                  |                  |                  | 4                |                  |
| Estónia              | 1                | 6                |                      |                  |                  |                      |                  |                  |                  | 2                | 12               |                  |                  |                  |                  | 3                |                  | 10               |                  | 4                | 5                | 8                |                  |                  | 7                |                  |
| Roménia              |                  |                  |                      | 10               |                  |                      |                  |                  |                  | 1                | 7                | 5                |                  |                  |                  |                  | 2                | 3                | 6                | 4                |                  | 8                |                  |                  | 12               |                  |
| Suécia               | 7                | 6                |                      | 8                |                  |                      |                  |                  |                  | 10               | 2                | 4                |                  | 5                |                  |                  |                  | 12               |                  | 3                |                  |                  |                  | 1                |                  |                  |
| Eslovénia            | 4                | 7                | 2                    | 10               |                  |                      |                  | 8                |                  |                  | 12               | 1                |                  |                  |                  |                  |                  | 5                |                  |                  |                  | 3                |                  |                  | 6                |                  |
| Total                | 81               | 101              | 53                   | 167              | 4                | 27                   | 13               | 29               | 15               | 53               | 164              | 81               | 17               | 45               | 0                | 30               | 25               | 123              | 19               | 90               | 5                | 165              | 14               | 73               | 107              | 7                |
| Lugar                | 8º               | 6º               | 11º                  | 1º               | 25º              | 16º                  | 22º              | 15º              | 20º              | 11º              | 3º               | 8º               | 19º              | 13º              | 26º              | 14º              | 17º              | 4º               | 18º              | 7º               | 24º              | 2º               | 21º              | 10º              | 5º               | 23º              |
| Países Votantes      | Islândia         | Áustria          | República da Irlanda | Turquia          | Malta            | Bósnia e Herzegovina | Portugal         | Croácia          | Chipre           | Alemanha         | Rússia           | Espanha          | Israel           | Países Baixos    | Reino Unido      | Ucrânia          | Grécia           | Noruega          | França           | Polónia          | Letónia          | Bélgica          | Estónia          | Roménia          | Suécia           | Eslovénia        |
| Países Votantes      | Países Pontuados |                  |                      |                  |                  |                      |                  |                  |                  |                  |                  |                  |                  |                  |                  |                  |                  |                  |                  |                  |                  |                  |                  |                  |                  |                  |

| Países Votantes      | Países Pontuados | Países Pontuados | Países Pontuados     | Países Pontuados | Países Pontuados | Países Pontuados     | Países Pontuados | Países Pontuados | Países Pontuados | Países Pontuados | Países Pontuados | Países Pontuados | Países Pontuados | Países Pontuados | Países Pontuados | Países Pontuados | Países Pontuados | Países Pontuados | Países Pontuados | Países Pontuados | Países Pontuados | Países Pontuados | Países Pontuados | Países Pontuados | Países Pontuados | Países Pontuados |
| -------------------- | ---------------- | ---------------- | -------------------- | ---------------- | ---------------- | -------------------- | ---------------- | ---------------- | ---------------- | ---------------- | ---------------- | ---------------- | ---------------- | ---------------- | ---------------- | ---------------- | ---------------- | ---------------- | ---------------- | ---------------- | ---------------- | ---------------- | ---------------- | ---------------- | ---------------- | ---------------- |
| Países Votantes      | Islândia         | Áustria          | República da Irlanda | Turquia          | Malta            | Bósnia e Herzegovina | Portugal         | Croácia          | Chipre           | Alemanha         | Rússia           | Espanha          | Israel           | Países Baixos    | Reino Unido      | Ucrânia          | Grécia           | Noruega          | França           | Polónia          | Letónia          | Bélgica          | Estónia          | Roménia          | Suécia           | Eslovénia        |
| Islândia             | 0                | 10               | 2                    | 3                | 0                | 0                    | 0                | 0                | 0                | 8                | 4                | 6                | 0                | 0                | 0                | 0                | 0                | 12               | 0                | 0                | 0                | 7                | 1                | 0                | 5                | 0                |
| Áustria              | 0                | 10               | 2                    | 15               | 0                | 7                    | 0                | 5                | 0                | 9                | 12               | 6                | 0                | 0                | 0                | 0                | 0                | 14               | 0                | 10               | 0                | 11               | 1                | 6                | 8                | 0                |
| Irlanda              | 7                | 10               | 2                    | 15               | 3                | 7                    | 2                | 11               | 0                | 13               | 12               | 6                | 0                | 5                | 0                | 0                | 1                | 26               | 0                | 10               | 0                | 21               | 9                | 6                | 8                | 0                |
| Turquia              | 15               | 16               | 7                    | 15               | 3                | 19                   | 2                | 14               | 0                | 13               | 22               | 8                | 0                | 5                | 0                | 0                | 5                | 26               | 0                | 10               | 0                | 28               | 9                | 7                | 8                | 0                |
| Malta                | 27               | 16               | 12                   | 19               | 3                | 19                   | 2                | 14               | 2                | 16               | 23               | 8                | 0                | 12               | 0                | 0                | 5                | 32               | 0                | 20               | 0                | 28               | 9                | 7                | 16               | 0                |
| Bósnia e Herzegovina | 27               | 21               | 12                   | 31               | 3                | 19                   | 2                | 20               | 2                | 16               | 26               | 8                | 0                | 14               | 0                | 0                | 5                | 32               | 8                | 20               | 0                | 38               | 9                | 14               | 17               | 4                |
| Portugal             | 27               | 31               | 19                   | 39               | 4                | 19                   | 2                | 20               | 2                | 16               | 30               | 20               | 0                | 14               | 0                | 0                | 5                | 37               | 10               | 20               | 0                | 44               | 9                | 14               | 20               | 4                |
| Croácia              | 33               | 36               | 23                   | 49               | 4                | 27                   | 2                | 20               | 2                | 16               | 42               | 27               | 0                | 14               | 0                | 0                | 5                | 37               | 10               | 20               | 0                | 44               | 9                | 15               | 22               | 7                |
| Chipre               | 38               | 40               | 30                   | 57               | 4                | 27                   | 2                | 20               | 2                | 16               | 52               | 33               | 0                | 14               | 0                | 0                | 17               | 37               | 10               | 20               | 0                | 47               | 9                | 17               | 23               | 7                |
| Alemanha             | 39               | 42               | 30                   | 67               | 4                | 27                   | 2                | 20               | 2                | 16               | 60               | 33               | 0                | 14               | 0                | 0                | 22               | 44               | 10               | 32               | 0                | 53               | 9                | 21               | 26               | 7                |
| Rússia               | 39               | 42               | 30                   | 67               | 4                | 27                   | 2                | 20               | 2                | 23               | 60               | 39               | 5                | 24               | 0                | 8                | 23               | 48               | 10               | 32               | 0                | 56               | 11               | 33               | 26               | 7                |
| Espanha              | 39               | 50               | 30                   | 70               | 4                | 27                   | 4                | 20               | 2                | 27               | 66               | 39               | 6                | 24               | 0                | 8                | 23               | 48               | 10               | 37               | 0                | 68               | 11               | 43               | 33               | 7                |
| Israel               | 39               | 50               | 30                   | 77               | 4                | 27                   | 4                | 20               | 3                | 27               | 76               | 51               | 6                | 26               | 0                | 12               | 23               | 51               | 10               | 37               | 0                | 76               | 11               | 49               | 38               | 7                |
| Países Baixos        | 45               | 58               | 30                   | 89               | 4                | 27                   | 4                | 20               | 3                | 29               | 77               | 56               | 6                | 26               | 0                | 12               | 23               | 58               | 10               | 41               | 0                | 86               | 11               | 49               | 41               | 7                |
| Reino Unido          | 45               | 66               | 42                   | 96               | 4                | 27                   | 4                | 20               | 3                | 33               | 77               | 56               | 6                | 27               | 0                | 12               | 23               | 64               | 10               | 43               | 0                | 91               | 14               | 49               | 51               | 7                |
| Ucrânia              | 49               | 66               | 43                   | 98               | 4                | 27                   | 7                | 20               | 3                | 33               | 89               | 56               | 6                | 27               | 0                | 12               | 23               | 71               | 10               | 51               | 0                | 101              | 14               | 55               | 56               | 7                |
| Grécia               | 49               | 68               | 43                   | 105              | 4                | 27                   | 7                | 21               | 15               | 33               | 99               | 61               | 9                | 27               | 0                | 12               | 23               | 71               | 10               | 57               | 0                | 109              | 14               | 59               | 56               | 7                |
| Noruega              | 61               | 76               | 49                   | 115              | 4                | 27                   | 7                | 21               | 15               | 33               | 101              | 61               | 9                | 32               | 0                | 12               | 23               | 71               | 10               | 61               | 0                | 112              | 14               | 60               | 63               | 7                |
| França               | 62               | 76               | 49                   | 125              | 4                | 27                   | 13               | 21               | 15               | 33               | 108              | 61               | 17               | 32               | 0                | 12               | 23               | 74               | 10               | 66               | 0                | 124              | 14               | 64               | 65               | 7                |
| Polónia              | 63               | 76               | 49                   | 127              | 4                | 27                   | 13               | 21               | 15               | 38               | 112              | 61               | 17               | 32               | 0                | 22               | 23               | 80               | 13               | 66               | 0                | 136              | 14               | 72               | 72               | 7                |
| Letónia              | 66               | 80               | 50                   | 127              | 4                | 27                   | 13               | 21               | 15               | 40               | 124              | 61               | 17               | 32               | 0                | 27               | 23               | 87               | 13               | 74               | 0                | 146              | 14               | 72               | 78               | 7                |
| Bélgica              | 69               | 82               | 51                   | 139              | 4                | 27                   | 13               | 21               | 15               | 40               | 131              | 71               | 17               | 40               | 0                | 27               | 23               | 93               | 13               | 79               | 0                | 146              | 14               | 72               | 82               | 7                |
| Estónia              | 70               | 88               | 51                   | 139              | 4                | 27                   | 13               | 21               | 15               | 42               | 143              | 71               | 17               | 40               | 0                | 30               | 23               | 103              | 13               | 83               | 5                | 154              | 14               | 72               | 89               | 7                |
| Roménia              | 70               | 88               | 51                   | 149              | 4                | 27                   | 13               | 21               | 15               | 43               | 150              | 76               | 17               | 40               | 0                | 30               | 25               | 106              | 19               | 87               | 5                | 162              | 14               | 72               | 101              | 7                |
| Suécia               | 77               | 94               | 51                   | 157              | 4                | 27                   | 13               | 21               | 15               | 53               | 152              | 80               | 17               | 45               | 0                | 30               | 25               | 118              | 19               | 90               | 5                | 162              | 14               | 73               | 101              | 7                |
| Eslovénia            | 81               | 101              | 53                   | 167              | 4                | 27                   | 13               | 29               | 15               | 53               | 164              | 81               | 17               | 45               | 0                | 30               | 25               | 123              | 19               | 90               | 5                | 165              | 14               | 73               | 107              | 7                |
| Lugar                | 8º               | 6º               | 11º                  | 1º               | 25º              | 16º                  | 22º              | 15º              | 20º              | 11º              | 3º               | 8º               | 19º              | 13º              | 26º              | 14º              | 17º              | 4º               | 18º              | 7º               | 24º              | 2º               | 21º              | 10º              | 5º               | 23º              |
| Países Votantes      | Islândia         | Áustria          | República da Irlanda | Turquia          | Malta            | Bósnia e Herzegovina | Portugal         | Croácia          | Chipre           | Alemanha         | Rússia           | Espanha          | Israel           | Países Baixos    | Reino Unido      | Ucrânia          | Grécia           | Noruega          | França           | Polónia          | Letónia          | Bélgica          | Estónia          | Roménia          | Suécia           | Eslovénia        |
| Países Votantes      | Países Pontuados |                  |                      |                  |                  |                      |                  |                  |                  |                  |                  |                  |                  |                  |                  |                  |                  |                  |                  |                  |                  |                  |                  |                  |                  |                  |

#### 12 pontos
Os países que receberam 12 pontos foram os seguintes:
| # | Países Pontuados     | Países Votantes                                       |
| - | -------------------- | ----------------------------------------------------- |
| 5 | Rússia               | Croácia, Eslovénia, Estónia, Letónia, Ucrânia         |
| 4 | Turquia              | Áustria, Bélgica, Bósnia e Herzegovina, Países Baixos |
| 3 | Bélgica              | Espanha, França, Polónia                              |
| 3 | Noruega              | Irlanda, Islândia, Suécia                             |
| 2 | Islândia             | Malta, Noruega                                        |
| 2 | Espanha              | Israel, Portugal                                      |
| 1 | Bósnia e Herzegovina | Turquia                                               |
| 1 | Chipre               | Grécia                                                |
| 1 | Grécia               | Chipre                                                |
| 1 | Irlanda              | Reino Unido                                           |
| 1 | Polónia              | Alemanha                                              |
| 1 | Roménia              | Rússia                                                |
| 1 | Suécia               | Roménia                                               |

## Prémios Marcel Bezençon
Pela segunda vez, os Prémios Marcel Bezençon foram entregues às melhores músicas concorrentes na final. Fundada por Christer Björkman (participante do Festival Eurovisão da Canção de 1992 e o atual chefe da delegação sueca) e Richard Herrey (um integrante da banda Herreys, que foi a vencedora do Festival Eurovisão da Canção de 1984), em honra de Marcel Bezençon, um empresário e jornalista suíço responsável por elaborar o Festival Eurovisão da Canção. Os prémios são divididos em 3 categorias; Prémio de Imprensa; Prémio Artístico; e Prémio dos Fãs.
| Categoria          | País          | Artista       | Canção                | Resultado final | Pontos |
| ------------------ | ------------- | ------------- | --------------------- | --------------- | ------ |
| Prémio Artístico   | Países Baixos | Esther Hart   | "One More Night"      | 13º             | 45     |
| Prémio dos Fãs     | Espanha       | Beth          | "Dime"                | 8º              | 81     |
| Prémio da Imprensa | Turquia       | Sertab Erener | "Everyway That I Can" | 1º              | 167    |

### Notícias (oficial)
- Site Oficial do Festival Eurovisão da Canção
- Site Oikotimes, noticias sobre a Eurovisão, o mais lido em Portugal
- Site EscToday, noticias sobre a eurovisão
- Site Português, noticias sobre a eurovisão Arquivado em 28 de maio de  2009, no Wayback Machine.
- Esctime, noticias sobre o tema
- Noticias do festival pelo site Eurovisionary